# Belle & Sebastian
Belle & Sebastian este o formație scoțiană de muzică ce a luat naștere în ianuarie 1996 în orașul Glasgow.

## Discografie
- The Life Pursuit (6 februarie 2006)
- Dear Catastrophe Waitress (6 octombrie 2003)
- Storytelling (3 iunie 2002)
- Fold Your Hands Child, You Walk Like a Peasant (6 iunie 2000)
- The Boy with the Arab Strap (7 septembrie 1998)
- If You're Feeling Sinister (18 noiembrie 1996)
- Tigermilk (6 iunie 1996)